# مییووتسه
مییووتسه (به صربی: Mijovce) یک منطقهٔ مسکونی در صربستان است که در ناحیه پچینیا واقع شده‌است. مییووتسه ۶۷ نفر جمعیت دارد.